# رستوران غذای دریایی لانگ بیچ
رستوران غذای دریایی لانگ بیچ (به انگلیسی: Long Beach Seafood Restaurant) (چینی ساده شده: 长堤海鲜楼) یک رستوران زنجیره ای سنگاپوری است که بیشتر به دلیل ابداع روش تهیه غذای خرچنگ فلفل سیاه معروف است. رستوران اصلی در امتداد ساحل شرقی پارک‌وی قرار دارد و چهار شعبه دیگر این رستوران در مارینا ساوت، ساختمان آی‌ام‌ام، مرکز غذای دریایی ساحل شرقی و جاده دمپسی در تانگلین واقع شده‌اند.